# Superammasso di Ofiuco

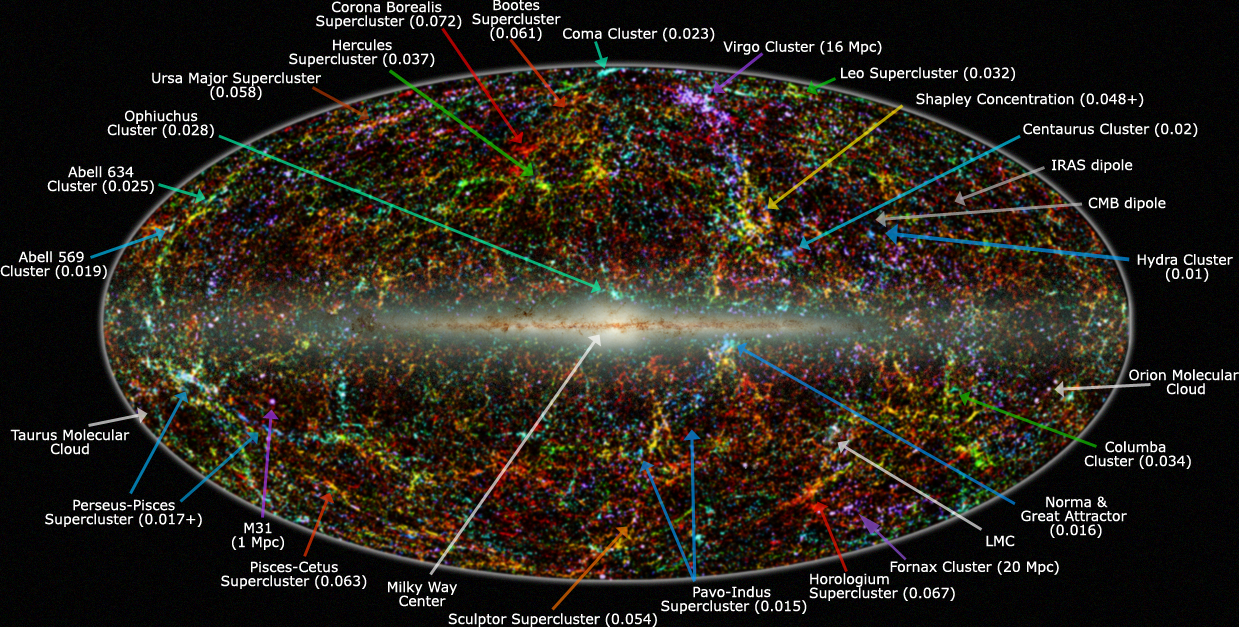
Mappa delle strutture a grande scala dell'Universo

Il Superammasso di Ofiuco è un superammasso di galassie posto in direzione dell'omonima costellazione alla distanza di 370 milioni di anni luce; misura 18 x 26 Megaparsec.
Fu individuato nel 1994 da Kenichi Wakamtsu dell'Università Gifu in Giappone, nonostante si trovi in una zona alle spalle del centro galattico della Via Lattea, che è difficile da studiare.
Al centro del superammasso domina l'omonimo Ammasso di Ofiuco (cD cluster) e fanno parte del superammasso almeno altri due ammassi di galassie, quattro gruppi di galassie e svariate galassie di campo (galassie gravitazionalmente isolate).
Prende contatto con il Vuoto di Ofiuco di cui costituisce il confine più distante e si connette mediante filamenti di galassie con altre grandi strutture, il Superammasso Pavo-Indo-Telescopio e il Superammasso di Ercole.
| Nome                   | R.A. (J2000)  | Dec (J2000)  | Redshift (z) | Distanza in milioni di anni luce | Nomi alternativi  |
| ---------------------- | ------------- | ------------ | ------------ | -------------------------------- | ----------------- |
| Ammasso di Ofiuco      | 17h 12m 25.9s | -23° 22′ 33″ | 0,0280       | 369                              | CIZA J1712.4-2321 |
| Ammasso del Sagittario | 17h 10m 35.0s | -25° 07′ 40″ |              |                                  | ClG 1710-2507     |
| Ammasso di Ofiuco II   | 16h 58m 31.0s | -18° 45′ 00″ |              |                                  | [HWM2000] II      |
| Gruppo di Ofiuco III   | 17h 01m 52.0s | -20° 45′ 00″ |              |                                  | [HWM2000] III     |
| Gruppo di Ofiuco IV    | 17h 13m 10.0s | -19° 42′ 00″ |              |                                  | [HWM2000] IV      |
| Gruppo di Ofiuco V     | 17h 19m 52.0s | -18° 35′ 00″ |              |                                  | [HWM2000] V       |
| Gruppo di Ofiuco VI    | 17h 13m 34.0s | -18° 17′ 00″ |              |                                  | [HWM2000] VI      |
| Gruppo di Ofiuco VII   | 17h 00m 51.0s | -29° 01′ 00″ |              |                                  | [HWM2000] VII     |
| Gruppo di Ofiuco VIII  | 16h 57m 52.0s | -28° 17′ 00″ |              |                                  | [HWM2000] VIII    |